# Liste von Märchen
Diese Liste enthält Listen zu Märchen und Märchen-Sammlungen weltweit.

## Asien
(Südasien, Nordasien, Zentralasien, Ostasien, Südostasien)

### Vorderasien
(Arabien (Arabien, Syrien), Aramäa, Israel, Jemen, Kaukasus (Armenien, Aserbaidschan, Georgien), Kurdistan, Libanon, Persien, Türkei, Zypern)

## Australien und Ozeanien
(Australien, Melanesien, Mikronesien, Neuseeland, Polynesien)

## Europa

### Deutschsprachiger Raum
(Deutschland, Österreich, Schweiz)

### Mitteleuropa
(Baltikum (Estland, Karelien, Lettland, Litauen, Livland), Kaschuben, Polen, Rätoromanen, Schweiz (nichtdeutscher Sprachraum), Slowakei, Sorben, Tschechien, Ungarn)

### Nordeuropa
(Dänemark, Finnland, Island, Norwegen, Schweden)

### Osteuropa
(Belarus, Russland,  Ukraine)

### Südosteuropa
(Albanien, Bosnien und Herzegowina, Bulgarien, Griechenland, Kroatien, Mazedonien, Moldawien, Roma, Rumänien, Serbien, Slowenien)

### Südeuropa
(Italien, Malta, Portugal, Spanien)

### Westeuropa
(Britische Inseln (England, Irland, Schottland,  Wales), Frankreich, Niederlande)